# Indigofera oxalidea
Indigofera oxalidea är en ärtväxtart som beskrevs av John Gilbert Baker. Indigofera oxalidea ingår i släktet indigosläktet, och familjen ärtväxter. Inga underarter finns listade i Catalogue of Life.